# Древолазание
Древола́зание (англ. Tree Climbing, Recreational Tree Climbing, Inspirational Tree Climbing) — разновидность экстремального развлечения (вида спорта), в котором используют альпинистское снаряжение, безопасное как для древолаза, так и дерева, чтобы подняться под крону дерева для отдыха.
Древолазание широко распространено по всему миру, особенно пользуются популярностью регионы с тропическими дождевыми лесами Африки, Австралии и Тасмании, Северной Америки и Амазонии, где произрастают самые высокие деревья.
В РФ центром древолазания является Адыгея, где есть высокие деревья (пихта Нордмана, дуб, бук).

## История
Древолазание стало массовым увлечением в 1980-х годах. Бывший альпинист Питер Дженкинс (Peter Jenkins) открыл первый центр обучения рекреативному древолазанию «Tree Climbers International», который стал пользоваться большим успехом. Древолазы вскарабкивались на деревья высотой 35—40 метров. Последователи Дженкинса разработали различные методики подъёма (SRT, DdRT), взяв на вооружение технику спелеотуристов, скалолазов и арбористов, сочинили философию «лесного экстрима», основали солидные организации и начали устраивать международные экспедиции на особо выдающиеся деревья.
Первая в России школа рекреативного древолазания (Treewalkers) была основана в Адыгее в 2013 году. Сейчас командой разрабатываются программы обучения технике подъёма и перемещения в кроне и между деревьями, изучаются современные методы ухода за деревьями, проводятся исследовательские экспедиции по поиску и регистрации старовозрастных деревьев Кавказа. Особое внимание уделяется работе с детьми и терапевтической работе, в частности с людьми, имеющих физиологические и психические особенности.

## Задачи
- Новое ощущение и приятное времяпровождение в кронах деревьев
- Привлечение внимания к вопросам сохранения природного многообразия нашей планеты, путём комплексного знакомства человека с деревом на всех ярусах, внутри него и в составе экосистемы
- Формирование сообщества заинтересованных людей (учёных, арбористов, психологов, этнографов, педагогов, производителей специального оборудования) для обмена опытом
- Выполнение профессионального ухода за деревьями, несущими историческую, экологическую, культурную ценность

## Польза
Древолазание может являться видом активного отдыха на природе для городского жителя.
Также спортивные бизнесмены позиционируют древолазание как хороший отдых не только для экстремалов, но и для корпоративных пользователей, которым надоели банальные тренинги. Практика древолазания развивает всё, что так ценят корпорации в своих сотрудниках:
- Командный дух
- Трезвую оценку возможностей
- Умение спланировать и организовать свои действия (выбор маршрута и снаряжения, инструктаж группы)
- Способность быстро решать неожиданные проблемы и разумно рисковать
- Умение слаженно действовать в группе, особенно когда возможности у всех разные

Опытные древолазы назовут ещё целый ряд преимуществ этого спорта. Для него не требуется дорогостоящего снаряжения. Деревья есть везде, даже в городских каменных джунглях. Лазить можно в любой сезон года, хоть зимой, хоть летом. И главное — ни одно дерево не похоже на другое, поэтому древолазание никогда не надоест.

## Снаряжение
С развитием техник верёвочного лазания для альпинизма, спелеологии, скалолазания, промышленного альпинизма возникла необходимость разработки новых специализированных устройств и средств личной безопасности (PPE) и для арбористики (высотные работы, связанные с уходом за деревьями с применением веревочного доступа в крону). Древолазание прочно заняло место на рынке снаряжения для работы на высоте и многие ведущие производители (Petzl, CAMP, DMM) имеют отдельную линейку продукции, реализующие потребности древолазов.
В области рекреативного подхода процесс разработки развивался несколько медленней, однако уже в 1980-х годах энтузиастами были созданы первые бренды (New Tribe и TreeStuff) по сей день выпускающие специальное снаряжение для древолазания. Например, удобные гамаки или страховочные беседки для детей и людей с особенностями развития.
Техники подъёма могут варьироваться от минимализма, с использованием верёвки и схватывающих узлов, до применения современных механических устройств, позволяющих перемещаться по кроне во всех направлениях с минимальными энергозатратами. Наиболее популярными техниками на данный момент являются SRT и DdRT.

## Фотогалерея

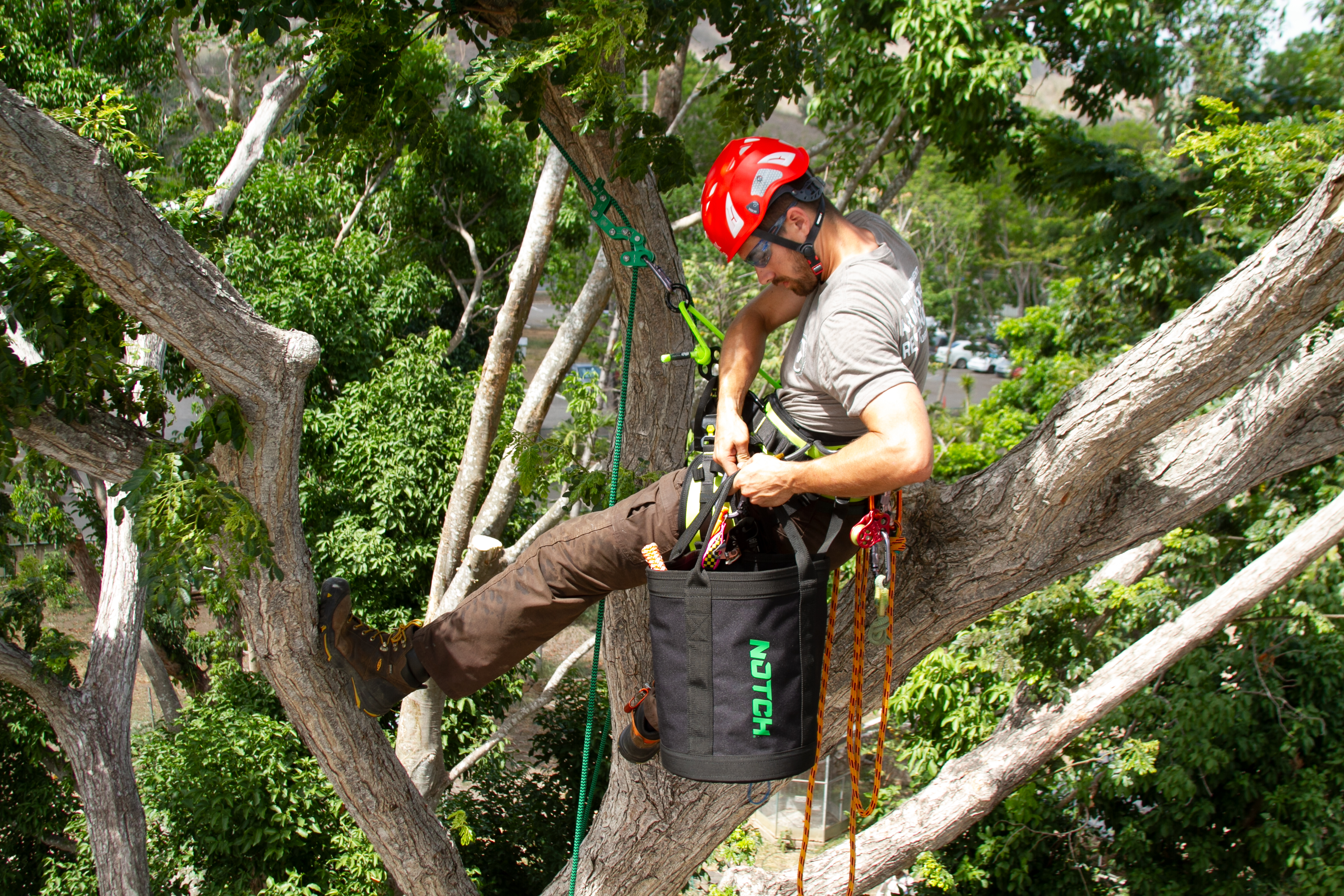
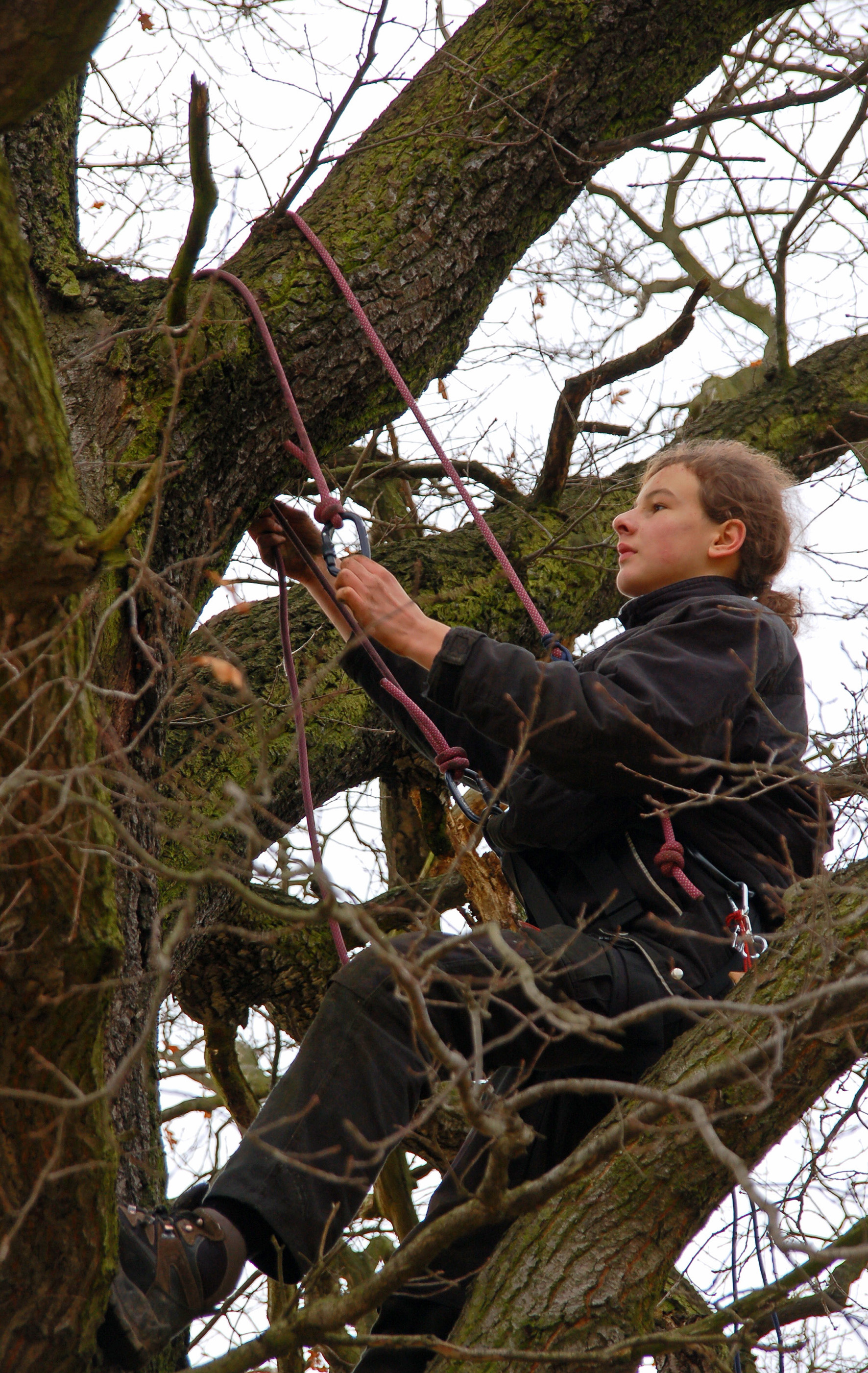
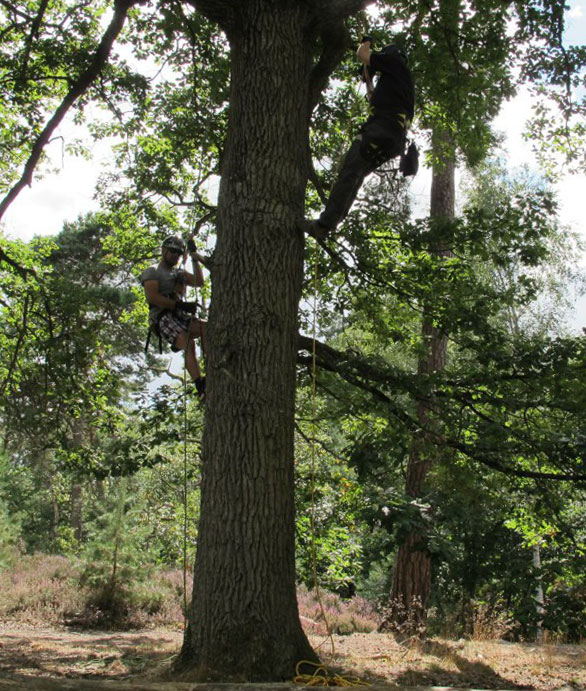
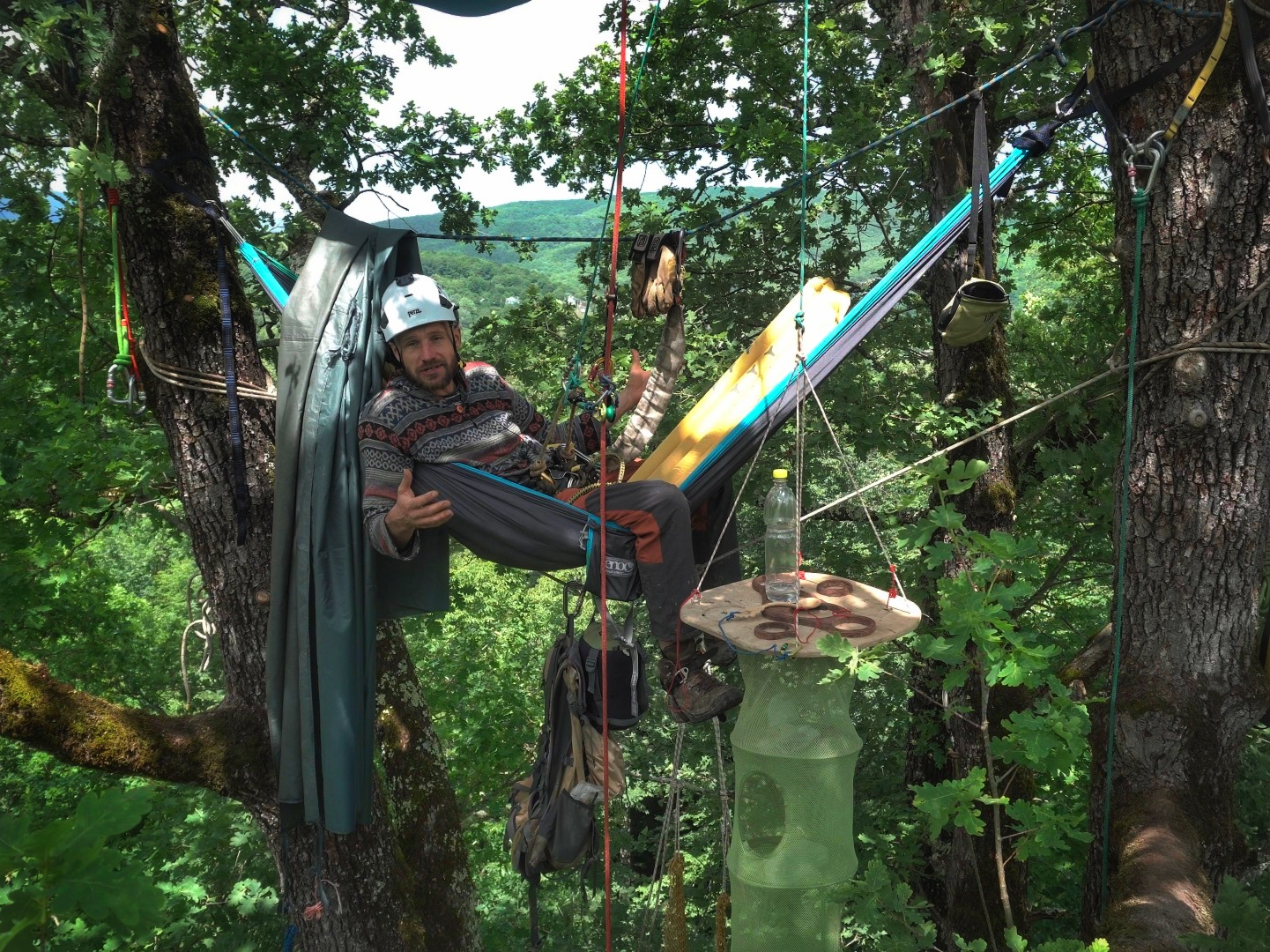
Кемпаут в кроне 30-метрового дуба, Адыгея